# Circondario di Nioro du Sahel
Il circondario di Nioro du Sahel è un circondario del Mali facente parte della regione di Kayes. Il capoluogo è Nioro du Sahel.

## Geografia antropica

### Suddivisioni amministrative
Il circondario di Nioro du Sahel è suddiviso in 16 comuni:
- Baniéré Koré
- Diabigué
- Diarra
- Diaye Coura
- Gadiaba Kadiel
- Gavinané
- Gogui
- Guétéma
- Koréra Koré
- Nioro du Sahel
- Nioro Tougouné Rangaba
- Sandaré
- Simbi
- Trougoumbé
- Yéréré
- Youri